# Vallières (Haiti)
Vallières (em crioulo, Valyè), é uma comuna do Haiti, situada no departamento do Nordeste e no arrondissement de Vallières. De acordo com o censo de 2003, sua população total é de 17.470 habitantes.